# 狭叶卷耳
狭叶卷耳（学名：Cerastium arvense var. angustifolium）为石竹科卷耳属下的一个变种。

## 扩展阅读
- 維基物種上的相關：狭叶卷耳